# Концерт (албум групе Парни ваљак)
„Концерт“ је први концертни и седми по реду албум групе Парни ваљак, сниман уживо на концерту одржаном у загребачком Дому спортова 1982. године.

## Списак песама

### Страна 1
1. „Вечерас требам друштво“ – 1:33
2. „Јави се“ – 2:18
3. „Лутка за бал“ – 3:27
4. „Клинка“ – 4:44
5. „Моје дневне параноје“ – 3:17

### Страна 2
1. „Сташка“ – 4:04
2. „Представи је крај“ – 1:19
3. „Само сјећања“ – 1:27
4. „Ако желим“ – 1:05
5. „Страница дневника“ – 3:55
6. „Хвала ти“ – 4:16

### Страна 3
1. „Вруће игре“ – 2:40
2. „Дјевојчице не...!“ – 2:25
3. „Вријеме је на нашој страни“ – 2:28
4. „Неда“ – 3:25
5. „Она је тако проклето млада“ – 2:32

### Страна 4
1. „Једну карту за натраг“ – 3:03
2. „Уличне туче“ – 2:53
3. „Превела ме мала“ – 3:10
4. „Као ти“ – 4:02